# Alteno-Radden
Das Naturschutzgebiet Alteno-Radden liegt auf dem Gebiet von Klein Radden (Ortsteil der Stadt Lübbenau/Spreewald im Landkreis Oberspreewald-Lausitz) und von Duben (Ortsteil der Stadt Luckau im Landkreis Dahme-Spreewald) in Brandenburg.
Das rund 33,4 ha große Gebiet erstreckt sich nordöstlich von Alteno, einem Gemeindeteil von Duben, und südwestlich von Groß Radden, einem Gemeindeteil von Klein Radden. Südlich des Gebietes fließt die Wudritz, südwestlich erstreckt sich das 43,1 ha große Naturschutzgebiet Wudritzniederung Willmersdorf-Stöbritz.

## Bedeutung
Das Gebiet mit der Kenn-Nummer 1302 wurde mit Verordnung vom 20. Dezember 2002 unter Naturschutz gestellt. Es umfasst einen Komplex aus offenen und kiefernbestockten Binnendünen im Naturraum des „Lausitzer Becken- und Heidelandes“ und ist durch einen Wechsel von größeren Lichtungen mit kontinental geprägten Lebensräumen und Gehölzbeständen gekennzeichnet.